# شهرستان لهونزه
شهرستان لهونزه (به لاتین: Lhünzê County) یک منطقهٔ مسکونی در چین است که در لهوکا واقع شده‌است.